# Anton Schwabe
Anton Schwabe, auch Anthonius Suevius (* in der Lausitz; † 1605 in Ratzeburg) war ein lutherischer Geistlicher und Schriftsteller.

## Leben
Anton Schwabe war bis 1587 Diakon an der Marienkirche in Stapel in der heutigen Gemeinde Amt Neuhaus. Er wurde im gleichen Jahr durch den Lauenburgischen Superintendenten Gerhard Sagittarius († 1592) als Diakon und Lehrer an der St.-Petri-Kirche in Ratzeburg eingeführt. 1596 veröffentlichte er in Uelzen seine dramatische Weihnachtsgeschichte, die bis zu dem Kindermord in Betlehem unter König Herodes reicht. Sie ist durch eine Notiz von Karl Goedeke in seinem Grundrisz zur Geschichte der deutschen Dichtung überliefert. 1599 wurde er Pastor an St. Georg auf dem Berge in Ratzeburg, wo er bis zu seinem Tod blieb.

## Schriften
- Das liebe newe 95.Jahr und alle GnadenJar die wir durch Gottes gnad noch leben sollen … Johann Balhorn, Lübeck [1595], ZV 14241 im VD 16.
- Comoedia Gar kurtz vnd klein Von Josephs verwunderung da er die Tochter Heli Mariam seine vertrawete Braut, schwanger fand: Des Engels bericht vnd vnterricht etc. Vlssen 1596